# Аллен (округ, Кентуккі)
Шаблон:StateAbbr_ 36°45′ пн. ш. 86°11′ зх. д. / 36.75° пн. ш. 86.19° зх. д.
Округ Аллен (англ. Allen County) — округ (графство) у штаті Кентуккі, США. Ідентифікатор округу 21003.

## Історія
Округ утворений 1815 року.

## Демографія
За даними перепису
2000 року
загальне населення округу становило 17800 осіб, зокрема міського населення було 3927, а сільського — 13873.
Серед мешканців округу чоловіків було 8716, а жінок — 9084. В окрузі було 6910 домогосподарств, 5110 родин, які мешкали в 8057 будинках.
Середній розмір родини становив 2,99.
Віковий розподіл населення поданий у таблиці:
| Стать    | До 15 років | 15-21 | 22-29 | 30-39 | 40-49 | 50-65 | 65-85 | Понад 85 |
| -------- | ----------- | ----- | ----- | ----- | ----- | ----- | ----- | -------- |
| Чоловіки | 1944        | 886   | 938   | 1215  | 1271  | 1434  | 937   | 91       |
| Жінки    | 1847        | 864   | 874   | 1336  | 1243  | 1511  | 1233  | 176      |

## Суміжні округи
- Беррен — північний схід
- Монро — схід
- Мейкон, Теннессі — південний схід
- Самнер, Теннессі — південний захід
- Сімпсон — захід
- Воррен — північний захід

## Виноски
1. ↑  U.S. Decennial Census. United States Census Bureau. Архів оригіналу за 26 квітня 2015. Процитовано 11 серпня 2014.
2. ↑  Historical Census Browser. University of Virginia Library. Архів оригіналу за 11 серпня 2012. Процитовано 11 серпня 2014.
3. ↑  Population of Counties by Decennial Census: 1900 to 1990. United States Census Bureau. Архів оригіналу за 13 жовтня 2014. Процитовано 11 серпня 2014.
4. ↑  Census 2000 PHC-T-4. Ranking Tables for Counties: 1990 and 2000 (PDF). United States Census Bureau. Архів оригіналу (PDF) за 18 грудня 2014. Процитовано 11 серпня 2014.
5. ↑  State & County QuickFacts. United States Census Bureau. Архів оригіналу за 6 червня 2011. Процитовано 5 березня 2014. [Архівовано 2011-06-06 у Wayback Machine.](англ.) Наведено за англійською вікіпедією.
6. ↑  QuickFacts. Allen County, Kentucky. United States Census Bureau. Архів оригіналу за 19 липня 2019. Процитовано 19 липня 2019.
7. ↑  American FactFinder. Бюро перепису населення США. Архів оригіналу за 26 лютого 2012. Процитовано 31 січня 2008. [Архівовано 2008-05-21 у Wayback Machine.]

| США | Це незавершена стаття з географії США. Ви можете допомогти проєкту, виправивши або дописавши її. |